# Свидетель истории (роман)
«Свидетель истории» — исторический роман писателя Михаила Осоргина. Написан в эмиграции в Париже и издан в 1932 году. В центре повествования судьба молодой русской девушки из дворянской семьи, ставшей на путь революционного террора в начале XX века.

## Сюжет
Лето 1905. 20-летняя Наташа Калымова приезжает из Москвы, где училась философии на курсах, в имение своих родителей под Рязанью, на берегу Оки.
Во время декабрьских боёв 1905 года в Москве Наташа оказывается вовлечена в боевую группу эсеров-максималистов.
В 1906 году Наташа и вожак боевой группы по прозвищу Олень живут в Петербурге «по паспорту молодых супругов». Между ними возникают тёплые человеческие чувства.
Они готовят взрыв на заседании Государственного совета, но в назначенный день Совет неожиданно распускают на летние каникулы.
Смертники Сеня и Петрусь «братья Гракхи» из их группы пытаются, надев на себя мелинитовые жилеты, взорвать Столыпина в его доме. Столыпин чудом остаётся жив.
Группа Оленя взрывает на улице инкассаторов и похищает большие деньги — триста тысяч рублей. Несколько боевиков гибнет в перестрелке, ещё 7 человек повешены.
Боевики передают похищенные деньги на временное хранение Гладкову, известному защитнику по политическим делам. Тот соглашается, но потом, охваченный страхом, просыпается среди ночи и сжигает все деньги в камине.
Арестовывают Наташу и других боевиков. Оленя арестовывают на улице, он предан военно-полевому суду и повешен в тюремном дворе.
Наташа «приговорена к смерти, долго прождала в тюрьме казни, а потом была помилована — если можно назвать милостью бессрочную каторгу».
Наташа третий год сидит в женской каторжной тюрьме в Москве. В камере 12 осужденных «политических». Девушки находят контакт с одной из надзирательниц и совершают дерзкий побег.
Сообщники пытаются переправить Наташу из России через Китай. Наташа плывёт на пароходе от Нижнего Новгорода до Перми, а оттуда поездом — до Иркутска.
В поезде она открывается своему спутнику — геологу Ивану Денисовичу Белову.
В Иркутске Наташе не удаётся получить заграничный паспорт. Белов предлагает ей присоединиться к его экспедиции, которая отправляется в Китай.
Через Верхнеудинск и Кяхту экспедиция попадает в Ургу. Здесь Наташа присоединяется к торговому каравану. В монотонном пути через пустыню Гоби она испытывает буддистское просветление:
«Теперь она — песчинка в беспредельности, лишенная ясных желаний и жизненных привязанностей. Ни прошлого, ни будущего, а в настоящем — мерный шаг лошади и остановившееся время».

## Персонажи
- Наташа Калымова — гимназистка из Рязани, потом курсистка в Москве. Во время боёв 1905 года в Москве помогает эсерам. Вскоре становится активным членом боевой группы. «рослая, здоровая, голубоглазая».
- отец Яков Кампинский — бесприходный поп. Путешествует по стране, наблюдает и записывает. Он  себя называет «свидетелем истории».
- Алексей по кличке Олень. Вожак боевой группы эсеров. Высокий, красивый блондин.
- Морис. Старый соратник Оленя.
- Столыпин (его утро описано в главе «Мишень»).
- Фаня — курьер боевиков, перевозившая взрывчатку из Финляндии в Петербург.
- Анна Хвастунова — сирота, молодая надзирательница в женской каторжной тюрьме в Москве.
- Иван Денисович Белов, геолог.
- Калымов Сергей Павлович, отец Наташи. Доктор в Рязани. Член Государственного совета.

## Исторические прототипы
Прототипом Наташи Калымовой послужила Наталья Климова (1885—1918) — эсерка-максималистка, участница петербуржского покушения на П. А. Столыпина в 1906 году.
Прототипом Оленя послужил эсер-максималист Михаил Соколов, казнённый в 1906 году.
Прообразом бесприходного попа отца Якова Кампинского послужил давний знакомый писателя публицист-краевед и книжник-библиограф Яков (Иаков) Васильевич Шестаков (1858—1918). Убит в Перми во время гражданской войны.

## Цитаты
- На реке две зари: утренняя и вечерняя; а часов никаких нет.
- Странно — каждый день есть суп, рыбу, салат, фрукты, может быть, за час до смерти,- но сильным телам нужна пища. И нужна любовь — если это любовь.
- Царство наше сонное, в меру работящее, молится лениво, равно Богу и лешему.
- И вот, на исходе последнего напряжения сил,- вдруг сразу — тишина, ничем не возмутимый покой и твердая уверенность, что край бездны остался позади и свершилось чудо возврата к простой, полноценной, настоящей жизни — к природе, ласковости леса, легкому духу полей и ясности бытия.